# Мишин (хутор)
Мишин — хутор, входит в состав Октябрьской сельской территории городского округа «город Михайловка» Волгоградской области России.

## География
Расположен в северо-западной части области, в лесостепи, в пределах Приволжской возвышенности, являющейся частью Восточно-Европейской равнины.
Уличная сеть состоит из семи географических объектов:
Глухой пер., Степной пер., ул. Западная, ул. Заречная, ул. Лесная, ул. Набережная, ул. Народная.
Абсолютная высота 150 метров над уровня моря
.
Часовой пояс
Хутор Мишин, как и вся Волгоградская область, находится в часовой зоне МСК (московское время). Смещение применяемого времени относительно UTC составляет +3:00.

## Население
| 2010 |
| ---- |
| 211  |

Гендерный состав
По данным Всероссийской переписи населения 2010 года в гендерной структуре населения из 211 человек мужчин — 98, женщин — 113 (46,4 и 53,6 % соответственно).
Национальный состав
Согласно результатам переписи 2002 года, в национальной структуре населения
русские составляли 70 % из общей численности населения в 189 человек

## Инфраструктура
Развитое сельское хозяйство. Личное подсобное хозяйство.

## Транспорт
Проходит региональная автодорога «Жирновск — Рудня — Вязовка — Михайловка — Кумылженская — Вешенская (Ростовская
область)» (в границах территории Волгоградской области)" (идентификационный номер 18 ОП РЗ 18К-5), имеющее именование на территории хутора Лесная улица.